# Argia fissa
Argia fissa är en trollsländeart som beskrevs av Selys 1865. Argia fissa ingår i släktet Argia och familjen dammflicksländor. Inga underarter finns listade i Catalogue of Life.